# Thomas Gore Browne
Pour les articles homonymes, voir Gore et Browne.
Cet article possède un paronyme, voir Thomas Browne (homonymie).
Thomas Robert Gore Browne (3 juillet 1807 - 17 avril 1887) est un officier britannique est un homme d'État. Il est successivement gouverneur de Ste Hélène, Gouverneur de Nouvelle-Zélande, Gouverneur de Tasmanie et Gouverneur des Bermudes.

## Jeunesse
Browne est né à Aylesbury, dans le Buckinghamshire, en Angleterre. Il servit dans l'armée britannique en Afghanistan et en Inde avant de se retirer de la vie militaire en 1851 pour devenir gouverneur de l'île de Sainte Hélène.

## Gouverneur de Nouvelle-Zélande
En septembre 1855, il fut nommé gouverneur de Nouvelle-Zélande à la place de Robert Wynyard. Son comportement fut un des principaux facteurs déclencheurs de la première guerre de Taranaki : un petit chef maori avait vendu des terrains aux Britanniques malgré le véto du principal chef de tribu, ce qu'il ne pouvait faire d'après les accords passés entre Britanniques et maoris. Bien qu'il ait été parfaitement au courant de la situation, Browne fit occuper le terrain par les troupes britanniques le 5 mars 1860 ce qui provoqua le déclenchement de la guerre douze jours plus tard.
La ville de Gore en Nouvelle-Zélande lui doit son nom.

## Gouverneur de Tasmanie
De 1861 à 1868, il fut gouverneur de Tasmanie.

## Gouverneur des Bermudes
De septembre 1870 à avril 1871, il fut gouverneur des Bermudes.